# Чиминна
Чиминна (итал. и сиц. Ciminna) — коммуна в Италии, в регионе Сицилия, подчиняется административному центру Палермо.
Население составляет 4016 человек, плотность населения — 72 чел./км². Занимает площадь 56 км². Почтовый индекс — 90023. Телефонный код — 091.
Покровителем коммуны почитается святой Вит, празднование в первое воскресение сентября.
1. ↑  https://it-ch.topographic-map.com/map-8wrqz4/Ciminna/?zoom=19&center=37.89827%2C13.55828&popup=37.89832%2C13.55821